# Karongasaurus
 Karongasaurus  ist eine Gattung sauropoder Dinosaurier aus der Gruppe der Titanosauria, die während der Unterkreide in Afrika lebte. Bisher sind lediglich ein linker Unterkiefer und isolierte Zähne bekannt, die im Mwakasyunguti-Gebiet im Distrikt Karonga im nördlichen Malawi gefunden wurden. Die systematische Position innerhalb der Titanosauria ist unbekannt. Einzige Art ist Karongasaurus gittelmani.

## Merkmale
Karongasaurus teilte seinen Lebensraum mit Malawisaurus, einem anderen, deutlich besser bekannten Titanosaurier. Im Unterschied zum hohen und kurzen Schädel von Malawisaurus zeigte Karongasaurus die für abgeleitete (fortgeschrittene) Titanosauria typische, verlängerte Schnauze. Die stiftförmigen Zähne waren auf den vordersten Bereich der Schnauze beschränkt. Im Unterschied zu anderen Titanosauria war das Gebiss von oben betrachtet weniger kastenförmig; so war der Unterkiefer im Bereich vor der Symphyse abgerundet.

## Fund und Namensgebung
Bisher sind ein Unterkiefer (Holotyp, Exemplarnummer Mal-175) inklusive konischer Ersatzzähne sowie isoliert aufgefundene Zähne bekannt. Diese Fossilien wurden zwischen 1987 und 1992 von Exkursionen des Malawi Dinosaur Project geborgen, einem Gemeinschaftsprojekt des Malawischen Ministeriums für Antiquitäten und der Southern Methodist University in Dallas (USA). Die Gesteinsschichten des Fundorts – die sogenannten Dinosaur Beds – zählen zur Lupata-Gruppe und können vermutlich auf das Aptium (vor 126,3 bis 112,9 Millionen Jahren) datiert werden.
Karongasaurus wurde 2005 von Elizabeth M. Gomani erstmals wissenschaftlich beschrieben. Der Name weist auf den Distrikt Karonga im nördlichen Malawi, wo die Fossilien gefunden wurden; der zweite Teil des Artnamens, gittelmani, ehrt Steve Gittelman, dem Präsidenten der Dinosaur Society.